# 유전자 연관
유전자 연관(genetic linkage)은 같은 염색체에서 가까이 있는 유전자들이 감수분열(meiosis) 중 염색체 교차(chromosomal crossover)에도 불구하고 후대로 같이 유전될 가능성이 높은 현상을 말한다.
멘델의 유전법칙이 알려진 후, 두 번째 법칙인 '독립의 법칙'이 제대로 작동하지 않는 유전현상이 많이 발견되었다. 이를 설명하기 위해, 여러개의 유전자들이 서로 연결되어 있다는 개념이 나왔으며, 이렇게 유전자들이 연결되어 있을 때 그 유전자들이 연관되어 있다고 말한다.
이후 염색체가 알려지면서, 이 염색체 단위로 독립의 법칙이 일어나는 것을 확인하게 된다. 즉 같은 염색체 위에 있는 유전자들끼리는 서로 연관되어 있다.

## 같이 보기
- 기원에 따른 일치
- 연관 불평형
- 구조 모티프